# The Band
The Band è stato un gruppo rock canadese-statunitense, formatosi nel 1967 a Toronto e scioltosi nel 1976 per poi riformarsi nel 1983 fino al 1999.
La formazione era composta da Robbie Robertson (chitarra), Richard Manuel (voce e pianoforte), Garth Hudson (organo e sassofono), Rick Danko (voce, basso e viola) e Levon Helm (unico statunitense, batteria, mandolino e voce).

## Carriera

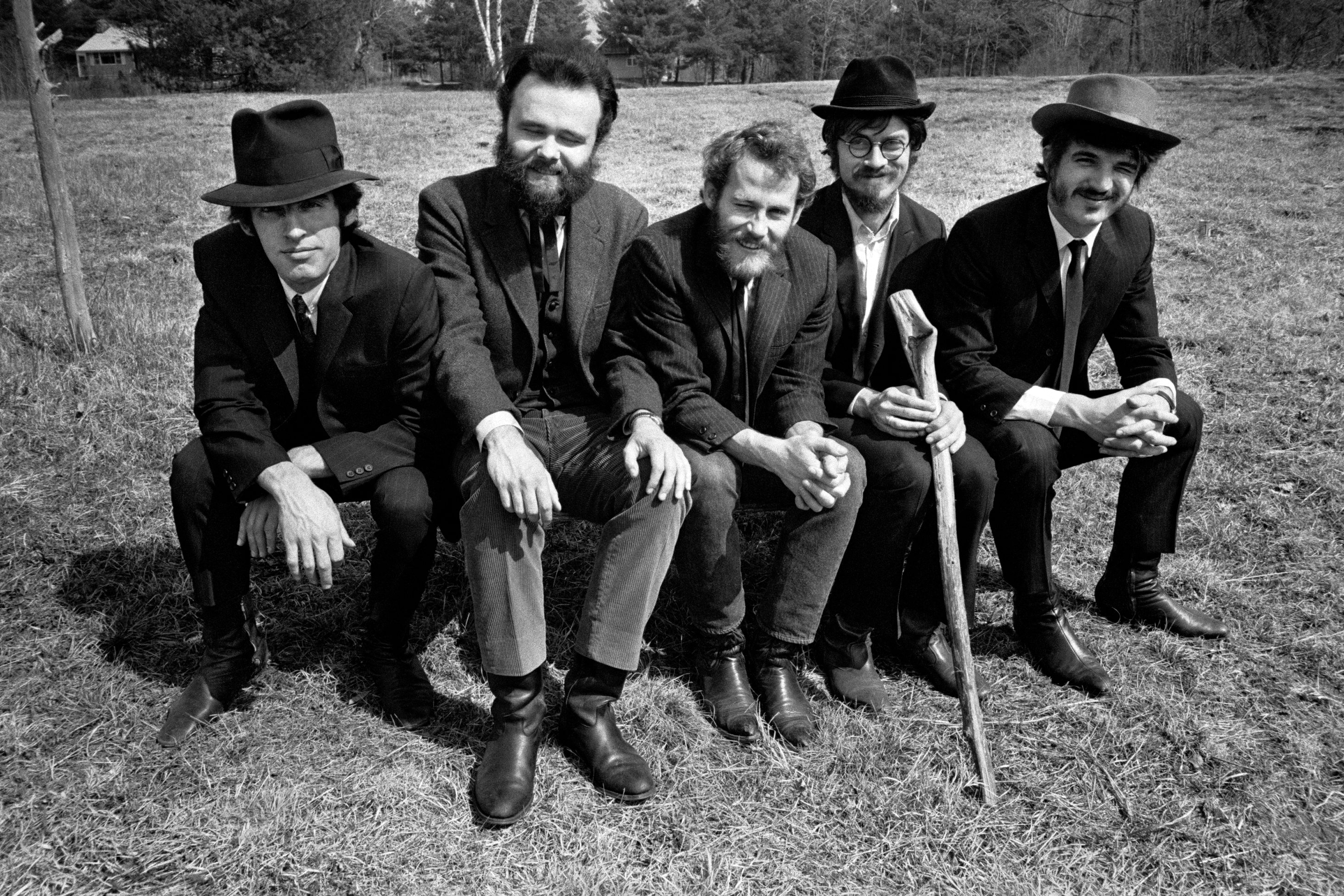
La formazione nel 1969

Iniziarono a suonare insieme facendosi chiamare The Hawks (e successivamente Levon And The Hawks) come spalla del cantante Ronnie Hawkins; in questo periodo produssero un singolo intitolato Canadian Squires, per la Ware Records.
La prima grande occasione, però, si presentò quando Bob Dylan li reclutò come propria band di supporto durante il suo tour del 1966 (documentato nell'album discografico The Bootleg Series Vol. 4: Bob Dylan Live 1966, The "Royal Albert Hall" Concert e nel film documentario Eat the Document); in studio, il gruppo collaborò con il cantautore statunitense durante le session di quello che molti ritengono il suo capolavoro assoluto, Blonde on Blonde (pubblicato nel 1966), e in seguito su The Basement Tapes (raccolta di sedute informali incise durante il 1967 mentre Dylan era convalescente a seguito di un grave incidente motociclistico) e Planet Waves (1974).
Fu proprio durante la tournée in Europa che The Band condivise con Dylan una storica contestazione «per preteso tradimento nei confronti del folk». Contestazione simile, in qualche modo, a quella del 23 maggio 1971 da parte del Movimento Rivoluzionario di Liberazione d'America direttamente sotto la casa dello stesso Dylan, sempre all'epoca del pieno sodalizio musicale col gruppo che, è stato scritto, «segnò la svolta nella produzione del maestro della canzone di protesta e la nascita del country-rock».
Dopo aver lavorato con Dylan, il gruppo si ritirò per la prima volta per incidere del materiale proprio, e da allora è iniziata la loro instancabile carriera costellata di successi, con almeno due dischi epocali come Music from Big Pink (1968) e l'omonimo The Band (1969). In quegli anni presero parte al festival di Woodstock (pur non comparendo nel celebre film che documenta l'evento) e al festival dell'Isola di Wight.
La cifra stilistica del gruppo, il cui materiale originale è composto soprattutto da Robertson, consiste in una sorta di zibaldone di tutto quanto di leggendario l'America abbia mai prodotto, un condensato antologico di miti musicali (folk, country, blues, bluegrass, gospel, soul), storici (la frontiera, le prime ferrovie, la guerra di secessione), geografici (le pianure, le catene montuose, le foreste), folkloristici (i medicine shows, i saloon, i predicatori itineranti) e religiosi (i valori della Bibbia, gli inni metodisti, le piccole chiese di provincia). Più che un gruppo rock si possono considerare una piccola "orchestra acustica", il cui asso nella manica è costituito senza dubbio dalle straordinarie polifonie vocali con cui vengono colorati i loro brani, sempre saldamente radicati nella tradizione musicale del Nuovo Continente (anticipando di diversi anni la moda del roots rock).
La Canadian Music Hall of Fame e la Rock and Roll Hall of Fame li hanno inclusi nella lista degli artisti storici, mentre la rivista Rolling Stone li ha classificati in posizione numero 50 nella classifica delle band immortali.

## L'ultimo valzer

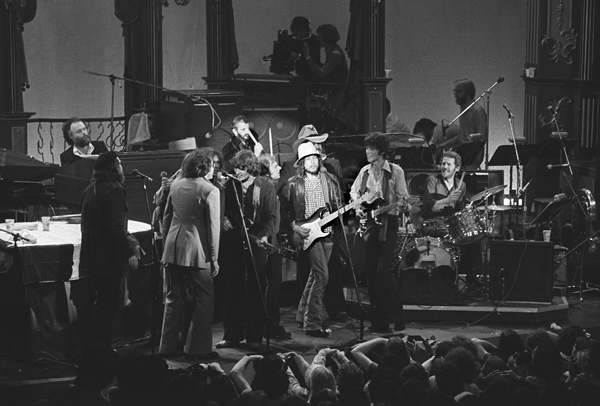
Un fotogramma de L'ultimo valzer

L'ultimo valzer (titolo originale The Last Waltz) è il film-documentario dell'ultimo concerto dal vivo della Band. Il film, diretto da Martin Scorsese, racconta la vita del gruppo canadese con le parole di Robbie Robertson e degli altri componenti della Band. Nel film sono presenti artisti come Bob Dylan, Neil Young, Joni Mitchell, Dr. John, Neil Diamond, Eric Clapton, Muddy Waters, Van Morrison, Emmylou Harris, Ron Wood, Paul Butterfield e Ringo Starr. Oltre che di un documento eccezionale su un concerto memorabile, si tratta anche di un'opera notevole a livello tecnico (luci, montaggio, stile di intervista), che a suo modo ha fatto scuola nel mondo del documentario rock.

## Stile musicale
The Hawks fecero la loro gavetta come gruppo a supporto di Ronnie Hawkins, mescolando rhythm and blues e rock and roll e ispirandosi alle sonorità diffuse dalla Chess Records e dalla Sun Records; per diverso tempo ripercorsero i successi di Jerry Lee Lewis, Chuck Berry e Bo Diddley. A metà degli anni sessanta, dopo un incontro musicale con l’armonicista blues Sonny Boy Williamson II, Bob Dylan li volle con sé in tour, a supportarlo nella sua svolta “elettrica” non sempre apprezzata dal pubblico. Con il tempo, le esperienze e il retroterra di provenienza di ciascun musicista crearono un amalgama sonoro in cui confluivano rock'n'roll, rockabilly, country, blues, gospel e rhythm and blues.
Divenuti The Band nel 1968, seppero interpretare il tramonto della Summer of Love e del movimento hippy con il passaggio al genere country distillato dalle musiche tradizionali dell'America, richiamandosi a gospel, blues, spiritual, soul, cajun, ragtime, rock and roll, con una spolverata di musica barocca da chiesa. Questa miscela di linguaggi musicali si ritrova nel loro primo lavoro Music from Big Pink; il rock del successivo The Band mise assieme elementi tradizionali della musica rurale quali rag, honky-tonk, dixie, blues, country e folk, con sprazzi di "soul bianco" esaltato dall’uso dei fiati; il disco vide diversi spunti, dal bluegrass di The Night They Drove Old Dixie Down al soul rock di Jemima Surrender, dal country di Rockin' Chair condito di violino, fisarmonica e mandolino al soul rock di King Harvest (Has Surely Come).
I lavori che seguirono non ebbero la stessa originalità e furono segnati da dissidi interni e dalle conseguenze di un uso sregolato di droghe, anche se videro la collaborazione con artisti di fama. Uno di essi fu il bluesman Muddy Waters, con il quale due membri storici della formazione, Helm e Hudson, incisero un disco di notevole fattura, apprezzato dalla critica ma trascurato dal pubblico.

## Formazione
1964 - 1977
- Rick Danko – Voce, basso, violino, contrabbasso, trombone
- Levon Helm – Voce, batteria, mandolino, chitarra, basso
- Garth Hudson – organo, tastiere, pianoforte, sassofono, fisarmonica, legni, ottoni
- Richard Manuel – voce, pianoforte, batteria, organo, sassofono
- Robbie Robertson – chitarre, pianoforte, autoharp, voce

Membri aggiunti:
- John Simon – corno baritono, pianoforte, piano elettrico, sassofono tenore, tuba

1983–1985
- Rick Danko – basso, chitarre, voce
- Levon Helm – batteria, voce
- Garth Hudson – tastiere, sassofono, fisarmonica, legni, ottoni
- Richard Manuel – pianoforte, organo, voce

Membri aggiunti:
- Terry Cagle – batteria, voce
- Earl Cate – chitarre
- Earnie Cate – tastiere
- Ron Eoff – basso

1985–1986
- Rick Danko – basso, voce
- Levon Helm – batteria, voce
- Garth Hudson – tastiere, sassofono, fisarmonica, legni, ottoni
- Richard Manuel – pianoforte, voce
- Jim Weider – chitarre

1986–1989
- Rick Danko – basso, voce
- Levon Helm – batteria, voce
- Garth Hudson – tastiere, sassofono, fisarmonica, legni, ottoni
- Jim Weider – chitarre

Membri aggiunti:
- Buddy Cage – chitarra hawaiana
- Terry Cagle– Batteria, voce
- Fred Carter, Jr. – chitarre
- Jack Casady – basso
- Blondie Chaplin – chitarre, batteria, voce
- Jorma Kaukonen – chitarre
- Sredni Vollmer – armonica

1990
- Rick Danko – basso, voce
- Levon Helm – batteria, voce
- Garth Hudson – tastiere, sassofono, fisarmonica, legni, ottoni
- Stan Szelest – tastiere
- Jim Weider – chitarre

1990–1991
- Rick Danko – basso, voce
- Levon Helm – batteria, percussioni, voce
- Garth Hudson – tastiere, sassofono, fisarmonica, legni, ottoni
- Randy Ciarlante – batteria, percussioni, voce
- Stan Szelest – tastiere
- Jim Weider – chitarre

Membri aggiunti:
- Sredni Vollmer – armonica

1991
- Rick Danko – basso, voce
- Levon Helm – batteria, percussioni, voce
- Garth Hudson – tastiere, sassofono, fisarmonica, legni, ottoni
- Randy Ciarlante – batteria, percussioni, voce
- Jim Weider – chitarre

Membri aggiunti:
- Billy Preston - tastiere, voce

1992–1999
- Rick Danko – basso, voce
- Levon Helm – batteria, percussioni, voce
- Garth Hudson – tastiere, sassofono, fisarmonica, legni, ottoni
- Richard Bell – tastiere
- Randy Ciarlante – batteria, percussioni, voce
- Jim Weider – chitarre

## Discografia

### Album in studio
Gruppo
- 1968 - Music from Big Pink
- 1969 - The Band
- 1970 - Stage Fright
- 1971 - Cahoots
- 1973 - Moondog Matinee
- 1975 - Northern Lights - Southern Cross
- 1977 - Islands
- 1993 - Jericho
- 1996 - High on the Hog
- 1998 - Jubilation

con Bob Dylan
- 1974 - Planet Waves
- 1975 - The Basement Tapes

### Album live
Lista parziale.
- 1972 - Rock of Ages
- 1974 - Before the Flood (con Bob Dylan)
- 1978 - The Last Waltz (live/studio)
- 1995 - Live at Watkins Glen
- 2002 - The Last Waltz (boxset)
- 2010 - Live in Tokyo 1983 (con The Cate Brothers Band)

### Raccolte
Lista parziale.
- 1976 - The Best of The Band
- 1978 - Anthology
- 1989 - To Kingdom Come: The Definitive Collection
- 1994 - Across the Great Divide
- 1999 - The Best of The Band, Vol. II
- 2000 - Greatest Hits
- 2021 - Cahoots [50th Anniversary Edition]